# Chiesa dei Sette Santi Fondatori (Firenze)
La chiesa dei Sette Santi Fondatori è un luogo di culto cattolico che si trova sul viale dei Mille a Firenze.

## Storia
Fra il 1895 ed il 1896 fu costruito su disegno dell'architetto Luigi Caldini il nuovo convento per i Servi di Maria della Santissima Annunziata, dedicato ai Sette Santi Fondatori, canonizzati nel 1888.
La chiesa fu progettata nel 1901 e la prima pietra fu posta il 25 luglio dello stesso anno, in occasione dello svolgimento del 193º Capitolo Generale dell'Ordine dei Servi di Maria dall'architetto Luigi Caldini, ha una pianta a croce greca, cupola e tiburio in stile eclettico di transizione fra neo-romanico e neogotico, uno degli esempi più significativi in Firenze. Fu consacrata il 18 giugno 1910 dall'arcivescovo di Firenze Alfonso Maria Mistrangelo. La chiesa fu requisita nel 1915 e divenne un deposito di vettovaglie e farina per l'esercito. Venne restituita nel 1920. In occasione del settimo centenario dei servi di Maria, il 30 aprile 1934, dopo una solenne processione per le vie di Firenze, vennero portate alla Chiesa dei Sette Santi le reliquie dei Fondatori. Il 26 novembre 1934 fu inaugurata la via dei Sette Santi, il tratto da via san Gervasio, compreso fra via Campo d'Arrigo e via Giovanni Dupré; fu poi creata la nuova parrocchia, con tutti i diritti civili e religiosi, per desiderio del Cardinale Dalla Costa il 14 marzo 1937. Durante la seconda guerra mondiale, la chiesa fu nuovamente requisita, divenendo di nuovo deposito di farina. Il complesso subì molti bombardamenti, per la vicinanza con la stazione ferroviaria di Campo di Marte. Non ci fu alcuna vittima e le opere d'arte furono portate al sicuro, ma il 1º maggio 1944 un terribile bombardamento squarciò l'abside, scoperchiò i tetti, ruppe tutti i vetri, comprese le vetrate istoriate. Sulla facciata sono state collocate sette statue in marmo dello scultore Costantino Ruggieri, che raffigurano i Sette Santi Fondatori (1988).

## Interno

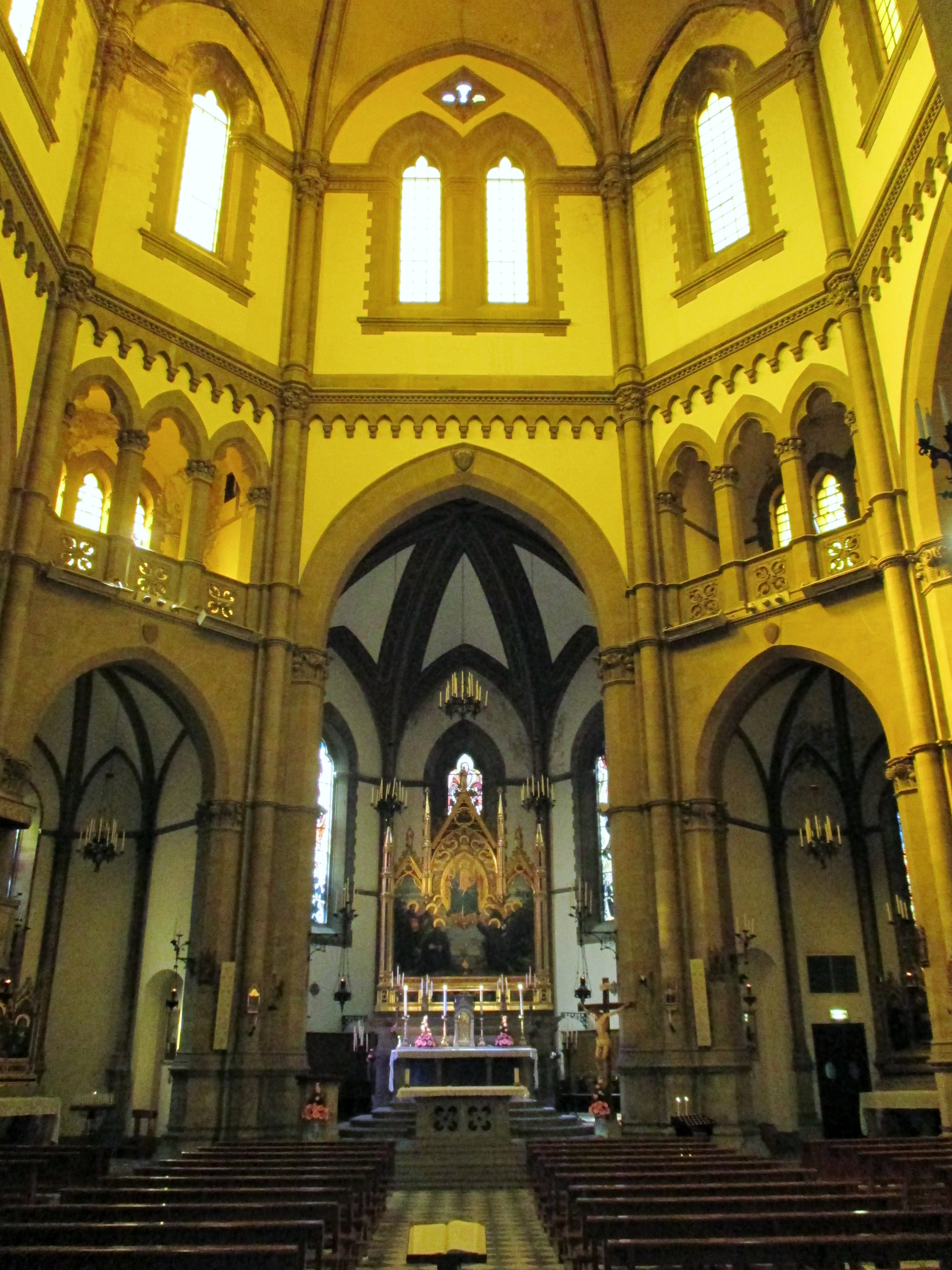
Interno

L'interno è decorato con numerose opere d'arte del pittore e scultore Giuseppe Cassioli, eseguite dal 1927 al 1934.
Del 1927 è la Via Crucis, una serie di quattordici stazioni di piccole dimensioni in cornici di legno dorato, in stile neogotico; del 1928 è il Trittico di san Giuseppe; del 1929 sono: la Via Matris un insieme di sette scene, simili alle quattordici della Via Crucis, rappresentanti i sette dolori della Madonna, secondo il Vangelo, e il Trittico di santa Giuliana Falconieri, fondatrice e protettrice di tutte le suore serve di Maria, inaugurato il 23 giugno 1929 (la santa si trova al centro, fra santa Teresa di Lisieus e la beata Giovanna Soderini); del 1932 è il Trittico di san Filippo Benizi; del 1933 è il Trittico di san Pellegrino Laziosi, inaugurato il 25 novembre 1933, in tavola di legno compensato; del 1934 è il Trittico dei Sette Santi, inaugurato il 30 aprile 1934, quando le reliquie dei sette santi furono poste nella chiesa. È l'ultimo lavoro del Cassioli in questa chiesa.

### Cappella della Madonna Addolorata

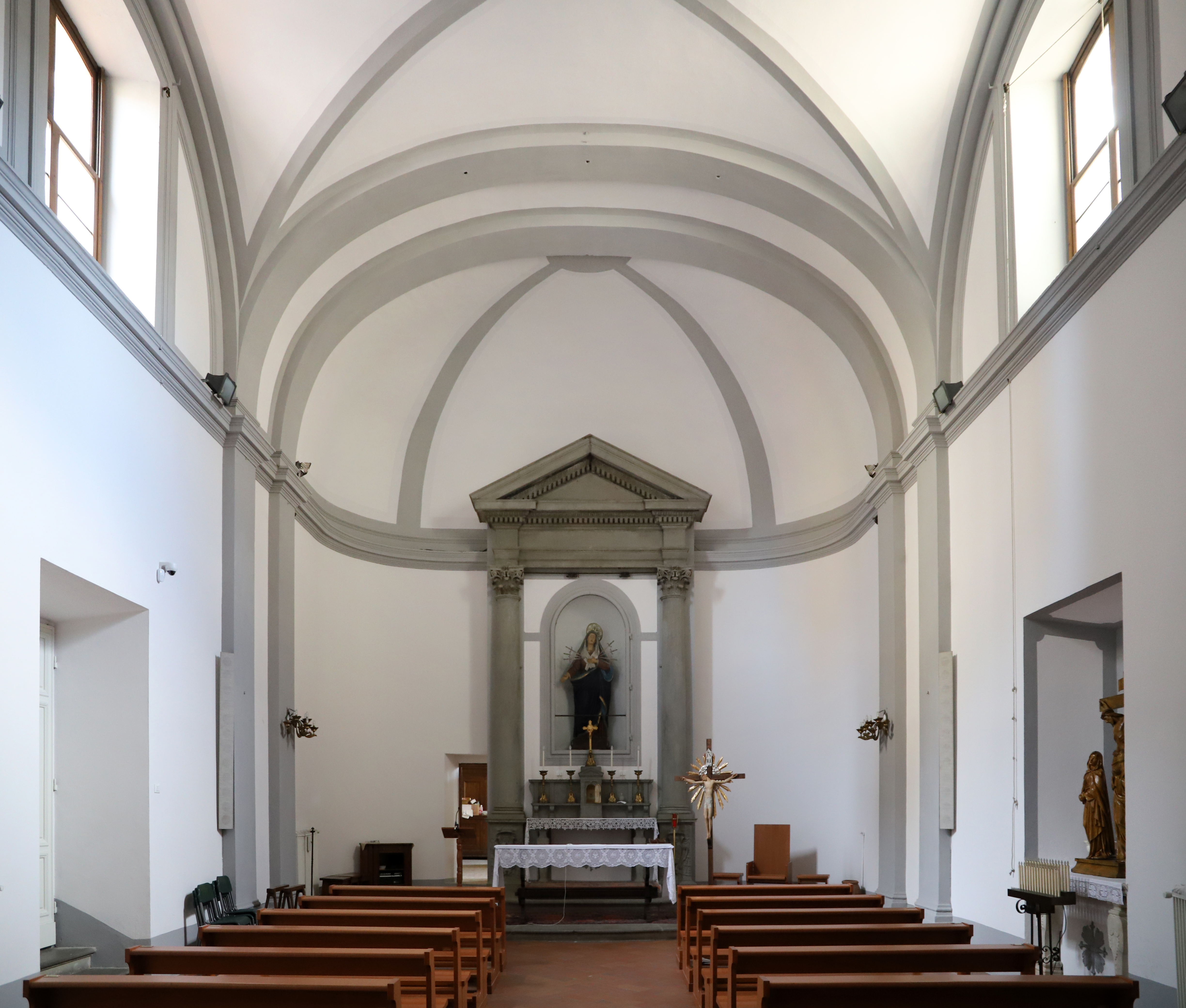
Cappella della Madonna Addolorata

Il 13 novembre 1896 venne inaugurato il convento; il Padre generale Giovanangelo Pagliai (1847-1916) benedisse il giorno dopo la Cappella provvisoria. Questa prima chiesetta, ora inclusa nel convento, è dedicata alla Madonna Addolorata, per questo si chiama Cappella dell'Addolorata, ma ebbe anche diversi nomi: Cappella del Capitolo, per via delle riunioni della comunità che si tenevano lì e Cappella dei morti per i servizi per i defunti, che ancora oggi lì si svolgono.

## Il convento
Dal resoconto di padre Eugenio Poletti (1869-1940) del 30 marzo 1897, si evince che il convento fu edificato per sostenere le vocazioni di sacerdoti e religiosi, che rinforzassero l'Ordine della Madonna e la basilica della Santissima Annunziata. La costruzione del convento fu promossa dalla comunità della Santissima Annunziata che, nel 1894, acquistò un terreno per costruire sia la chiesa sia il convento, nella zona di Campo di Marte; nel 1899, per iniziativa di padre Ambrogio Vitali (1841-1909), il convento era già costruito ed era lasciato uno spazio nel viale Militare, oggi viale dei Mille, per edificare, a tempo debito, la chiesa dei Sette Santi Fondatori. Il fatto che il convento fosse stato costruito così velocemente, mostra che bisognava davvero che l'Opera venisse alla luce il più presto possibile; e questo, sia per rivalsa verso le leggi suddette, sia per mantenere in vita lo stesso Ordine dei Servi di Maria. L'architetto dell'opera fu scelto nell'agosto del 1895 e fu Luigi Caldini, il direttore dei lavori fu Giuseppe Petrucci. Il 2 settembre 1895 iniziò la misurazione del terreno e già nel dicembre risultano dei pagamenti per i lavori fatti.
Nel convento, dal 23 al 30 luglio 1901, si svolse anche il 193º Capitolo Generale di tutto l'Ordine dei Servi, fu durante questo Capitolo, appunto, che venne posta la prima pietra della chiesa. Il 28 aprile 1914 il convento divenne autonomo, staccandosi dalla Comunità della Santissima Annunziata e divenendo un convento come gli altri, con un proprio priore.
Il convento fu requisito nel 1915 dall'esercito e divenne ospedale militare; venne restituito nel 1920. Nel 1944, a seguito di un bombardamento, fu devastato, specialmente al piano terreno, ma non fu però mai abbandonato.
Nel 1950 il convento ospitò i pellegrini per l'Anno Santo. Nel 1970, vi fu istituita la Casa Famiglia dei Sette Santi, per ospitare gli studenti universitari che non potevano permettersi la spesa in convitti o pensioni normali.

## Collegio Filosofico
Dal 1954 al 1969 vi fu istituito un Liceo Classico, il Collegio Filosofico, sotto la direzione dei Superiori Maggiori di Roma; l'istituto fu poi chiuso per la costante diminuzione di candidati alla vita religiosa.